# FC Oțelul Galați
Fotbal Club Oțelul Galați (zkráceně jen Oțelul Galați [ocelul galaci] byl profesionální rumunský fotbalový klub sídlící ve městě Galati na východě země. V posledních letech patřil mezi nejsilnější rumunské kluby v soutěži zvané Liga I. V této soutěži zvítězil poprvé v historii, stejně jako v Rumunském Superpoháru, kde taktéž zvítězil v roce 2011. Díky vítězství v domácí lize si klub zajistil i premiérový postup do Ligy mistrů. 25. srpna 2011 ho los v Nyonu zařadil do skupiny C, kde narazil na Manchester United FC, Benficu Lisabon a FC Basel 1893. Domácí zápasy hrál klub na Stadion Oțelul s kapacitou 13 932 diváků.
V roce 2016 tým zkrachoval a zanikl.

## Historie
Klub FC Oțelul Galați byl založen roku 1964. Po několika desetiletích, kdy existoval ve stínu prominentního rivala FCM Dunărea Galați, získal nad tímto klubem postupně převahu, která vyvrcholila premiérovým postupem do Ligy I v roce 1986. O dva rokuy později už nakoukl i do Evropských pohárů. V Poháru UEFA 1988/89 sice vypadl již v prvním kole, ale v domácím zápase dokázal porazit 1-0 slavný Juventus FC. První trofej mohl Oțelul získat v roce 2004, ale ve finále Rumunského poháru podlehl Dinamu București.
V nejvyšší soutěži sehrál Oțelul doposud 23 sezon (včetně 2010/11) a je na 16. místě v historickém žebříčku klubů dle zisku bodů v Lize I. Je druhým nejlepším klubem z kraje Moldávie po klubu FCM Bacău.
Největším úspěchů se tak klub dočkal až v roce 2011. 15. května si zajistil historicky první mistrovský titul, když 2-1 porazil FC Temešvár. Díky tomu si zajistil postup do Ligy mistrů 2011/12, první v historii klubu. V červenci navíc porazil v Rumunském Superpoháru silnou FC Steaua București, vítěze poháru, a i zde slavil premiérový triumf.

## Vyhrané domácí soutěže
- Liga I ( 1× )

(2010/11)
- Supercupa României ( 1× )

(2011)

## Soupiska
Aktuální k 31. srpnu 2011